# 올림픽 불가리아 선수단
올림픽 불가리아 선수단은 불가리아를 대표하여 올림픽에 참가하는 선수단이다. 불가리아는 1896년 제1회 올림픽에서 체조 선수 1명으로 처음으로 올림픽에 참가했다. 그러나 찰스 샹포(Charles Champaud)는 소피아에 거주하는 스위스 국민이었다.
불가리아 올림픽 위원회는 1923년에 창설되었으며 1924년에 처음으로 하계 올림픽에 팀을 보냈다. 그 이후 국가는 1932년(대공황 기간), 1948년(제2차 세계 대전에서 불가리아의 역할), 및 1984년(소련이 주도한 1984년 하계 올림픽 보이콧의 일부)을 제외하고 모든 하계 올림픽에 참가해 왔다. 불가리아는 1936년 처음으로 동계 올림픽에 참가했으며 그 이후로 모든 동계 올림픽에 참가했다.
불가리아 선수들은 총 230개의 메달을 획득했으며, 레슬링과 역도가 메달을 가장 많이 생산하는 스포츠이다. 1989~90년 공산주의 정권이 몰락한 후 불가리아가 자유 시장 민주주의로 격동적으로 전환하는 과정에서 불가리아 올림픽 선수에 대한 최고 수준의 국가 지원이 붕괴되었다. 2012년 런던 올림픽에서는 1980년대 후반 올림픽 강국이었던 불가리아가 예전의 높은 위상에서 벗어나면서 메달 획득률이 감소하고 소외되었다. 지금까지 불가리아의 최고 성적은 1980년 하계 올림픽에서 메달 순위 3위를 차지한 것이다. 1988년 하계 올림픽에서 불가리아는 7위에 올랐지만 지금까지 국내 최대의 금메달을 획득했다. 불가리아에서 가장 성공적인 동계 올림픽은 1998년에 열렸으며, 이 대회에서 불가리아는 메달 순위에서 15위를 차지했다.

## 같이 보기
- 분류:불가리아의 올림픽 참가 선수